# Bouts-rimés

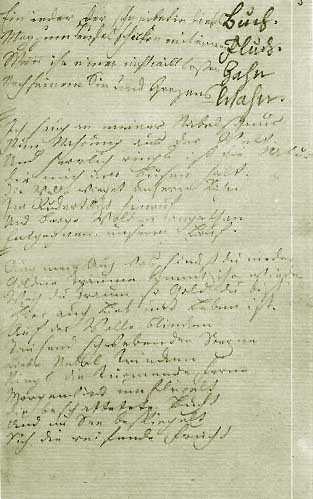
Ein ieder der schreibet in dieses Buch // Mag zum Teufel schicken mit einem Fluch // Wenn ihn einer nicht will lassen Gahn // Nach seinem Sinn und Herzens Wahn. Von Goethe während der ersten Schweizreise in sein Notizbuch geschriebene bouts-rimés, 15. Juni 1775.

Bouts-rimés (frz. „gereimte Enden“) sind eine lyrische Kleinform, bei der man nach vorgegebenen Endreimen aus dem Stegreif dichtet. Je ungewöhnlicher die Reimworte zusammengestellt sind, desto verblüffender muss die Ausführung sein, um dem Gedicht zumindest den Anschein des sinnvollen Inhalts zu geben. Die bouts-rimés (auch bloß bout-rimé, wenn das Gedicht als solches gemeint ist) gelten als Salongattung und waren in der Form von Sonetten besonders während des französischen Grand Siècle (17. Jahrhundert) als Konversationsspiel beliebt.
Die Erfindung der bouts-rimés fiel den Menagiana (einer literarischen Anthologie von Gilles Ménage) zufolge dem weitgehend unbekannt und erfolglos gebliebenen Dichter Dulot zu. Von ihm heißt es, dass er 1648 den Diebstahl wertvoller Manuskripte mit dreihundert Sonetten anzeigte. Als man ihn zu der beeindruckend hohen Zahl befragte, antwortete er, dass es sich um «Sonnets en blanc» („blanke Sonette“) handelte, bei denen er erst die Reime festgelegt hatte. Die Geschichte machte die Runde in den Salons, wo man die Idee zum Gesellschaftsspiel weiterentwickelte.
Die bouts-rimés wurden besonders 1654 zu einer lyrischen Modeerscheinung, als der Finanzminister Nicolas Fouquet ein derart gereimtes Sonett auf den Tod des Papageis seiner Freundin Madame du Plessis-Bellière verfasste. Es handelt davon, was alles passieren wird, bevor der Vogel in Vergessenheit gerät: Eher werde z. B. der Staatsanwalt die Rechtsverdrehung verdammen, der Kartenspieler ohne Stich bleiben wollen, der Saufbold sich von der Flasche fernhalten und das Gericht ohne Amtstracht urteilen.
Plutôt le procureur maudira la chicane,

Le joueur de piquet voudra se voir capot,

Le buveur altéré s’éloignera du pot

Et tout le parlement jugera sans soutane,

[…]
Fouquet, der sich in einer Art zweitem Königshof mit Literaten und Künstlern umgab, machte seine Gelegenheitsdichtung bekannt und fand eifrige Nachahmer. Während mehrerer Monate rollte eine Welle von bouts-rimés zum Sujet des toten Papageis durch die französischen Salons und erfasste auch arrivierte Autoren wie François le Métel de Boisrobert, die sich sonst mit erhabenen Stoffen beschäftigten. Das Interesse war so groß, dass die eigentlich für die mündliche Unterhaltung bestimmten Gedichte gedruckt wurden. Allein eine der Anthologien von Charles de Sercy zählte achtzehn davon. Den Schlusspunkt setzte das parodistische Epos Jean-François Sarrasins Dulot vaincu ou la Défaite des bouts-rimés, worin ein schlechter Dichter ein Heer von Sonetten in den Untergang führt.
Trotz ihres zweifelhaften Ansehens als letztlich künstlerisch wertlose Salonlyrik blieben die bouts-rimés beliebt und es wurde auch versucht, ihren Wert über den Rang einer Spielerei zu heben. 1701 publizierte Étienne Mallemans de Messanges Le Défi des Muses, eine Sammlung ernsthafter Gedichte nach vorgegebenen Endreimen, die ihm die Duchesse du Maine vorgegeben hatte. Auch Alexis Piron, Jean-François Marmontel und Antoine Houdar de La Motte übten sich in der Gattung. Selbst nach dem Ende der mit ihnen eng verbundenen Salonkultur des Ancien Régime verloren die bouts-rimés nicht ganz ihren Reiz. Alexandre Dumas lud 1864 alle Dichter Frankreichs ein, ihr Talent anhand von vorgegebenen Endreimen zu beweisen, und veröffentlichte im Folgejahr die Einsendungen von 350 Autoren.
Auch außerhalb Frankreichs finden sich bouts-rimés-Dichtungen. In Russland waren sie in den literarischen Zirkeln und Salons zu Beginn des 19. Jhs. populär. Die Geschwister Dante Gabriel Rossetti, Christina Rossetti und William Michael Rossetti sind für ihre bouts-rimés-Sonette bekannt, die sie besonders in den Jahren 1848 und 1849 schrieben. Die Gattung rezipierten schließlich Autoren der Russischen Avantgarde wie Majakowski oder Pasternak in der Form hochreflexiver Metapoesie.